# Ил Кастањо (Арецо)
Ил Кастањо је насеље у Италији у округу Арецо, региону Тоскана.
Према процени из 2011. у насељу је живело 9 становника. Насеље се налази на надморској висини од 263 м.